# Brian Gottfried
Brian Gottfried (Baltimore, 27 de Janeiro de 1952) é um ex-tenista profissional estadunidense.

## Grand Slam finais

### Simples: 1 (1 vice)
| Posição | Ano  | Campeonato    | Piso   | Oponentes       | Placar        |
| Vice    | 1977 | Roland Garros | Saibro | Guillermo Vilas | 0–6, 3–6, 0–6 |

### Duplas: 7 (3 títulos, 4 vices)
| Posição | Ano  | Campeonato    | Piso   | Parceiro     | Oponentes                    | Placar                  |
| Campeão | 1975 | Roland Garros | Saibro | Raúl Ramírez | John Alexander Phil Dent     | 6–4, 2–6, 6–2, 6–4      |
| Vice    | 1976 | Roland Garros | Saibro | Raúl Ramírez | Fred McNair Sherwood Stewart | 6–7, 3–6, 1–6           |
| Campeão | 1976 | Wimbledon     | Grama  | Raúl Ramírez | Ross Case Geoff Masters      | 3–6, 6–3, 8–6, 2–6, 7–5 |
| Campeão | 1977 | Roland Garros | Saibro | Raúl Ramírez | Wojtek Fibak Jan Kodeš       | 7–6, 4–6, 6–3, 6–4      |
| Vice    | 1977 | US Open       | Saibro | Raúl Ramírez | Bob Hewitt Frew McMillan     | 4–6, 0–6                |
| Vice    | 1979 | Wimbledon     | Grama  | Raúl Ramírez | Peter Fleming John McEnroe   | 6–4, 4–6, 2–6, 2–6      |
| Vice    | 1980 | Roland Garros | Saibro | Raúl Ramírez | Victor Amaya Hank Pfister    | 6–1, 4–6, 4–6, 3–6      |